# La Unión (Lempira)
Las Unión (uit het Spaans: "De Eenheid") is een gemeente (gemeentecode 1311) in het departement Lempira in Honduras.

## Geschiedenis
Het dorp heette eerst Pueblo Nuevo. Het maakte deel uit van de gemeente San Rafael, die toen El Conal heette. In 1916 werd La Unión een zelfstandige gemeente.

## Ligging
Het dorp is moeilijk te bereiken. Een route loopt vanaf Gracias via La Iguala, over de weg naar San Rafael. Een andere route gaat vanaf Santa Bárbara, via El Níspero en San Rafael.
La Unión ligt op een kleine hoogvlakte, omgeven door hoge bergen die begroeid zijn met subtropisch bos.

## Economie
In de bergen zijn veel koffieplantages. Verder wordt er maïs en bonen geteeld. De veeteelt levert vlees en melk voor de eigen consumptie.
La Unión beschikt over elektriciteit en mobiele telefonie. Er zijn verschillende internetcafés. Er zijn busverbindingen naar Santa Bárbara en naar Gracias.

## Bevolking
De bevolking is als volgt verdeeld:
| Vrouwen | 6595 | 49% |
| Mannen  | 6868 | 51% |

## Dorpen
De gemeente bestaat uit zes dorpen (aldea), waarvan het grootste qua inwoneraantal: La Unión (code 131101).

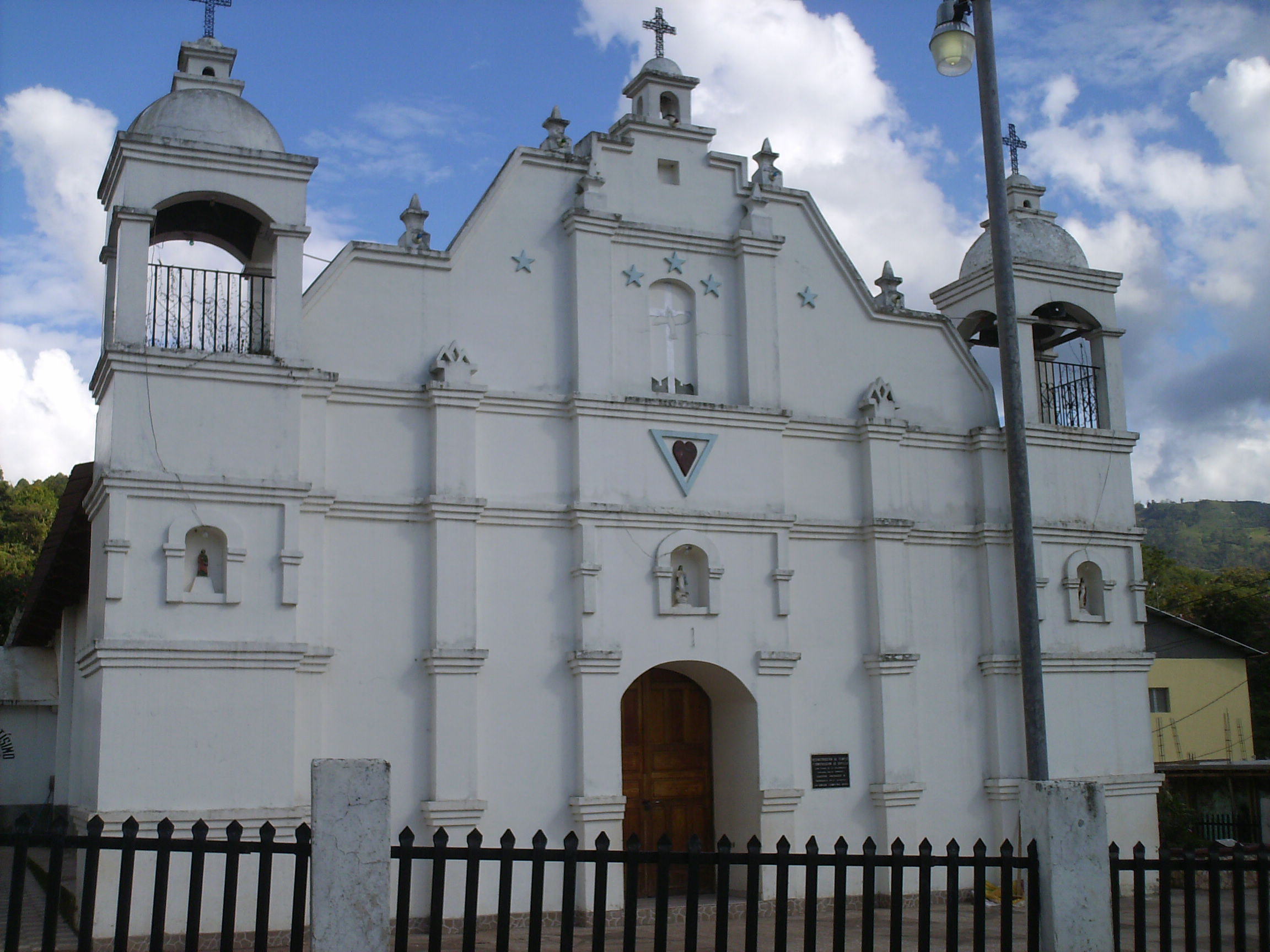
Koloniale kerk van La Unión
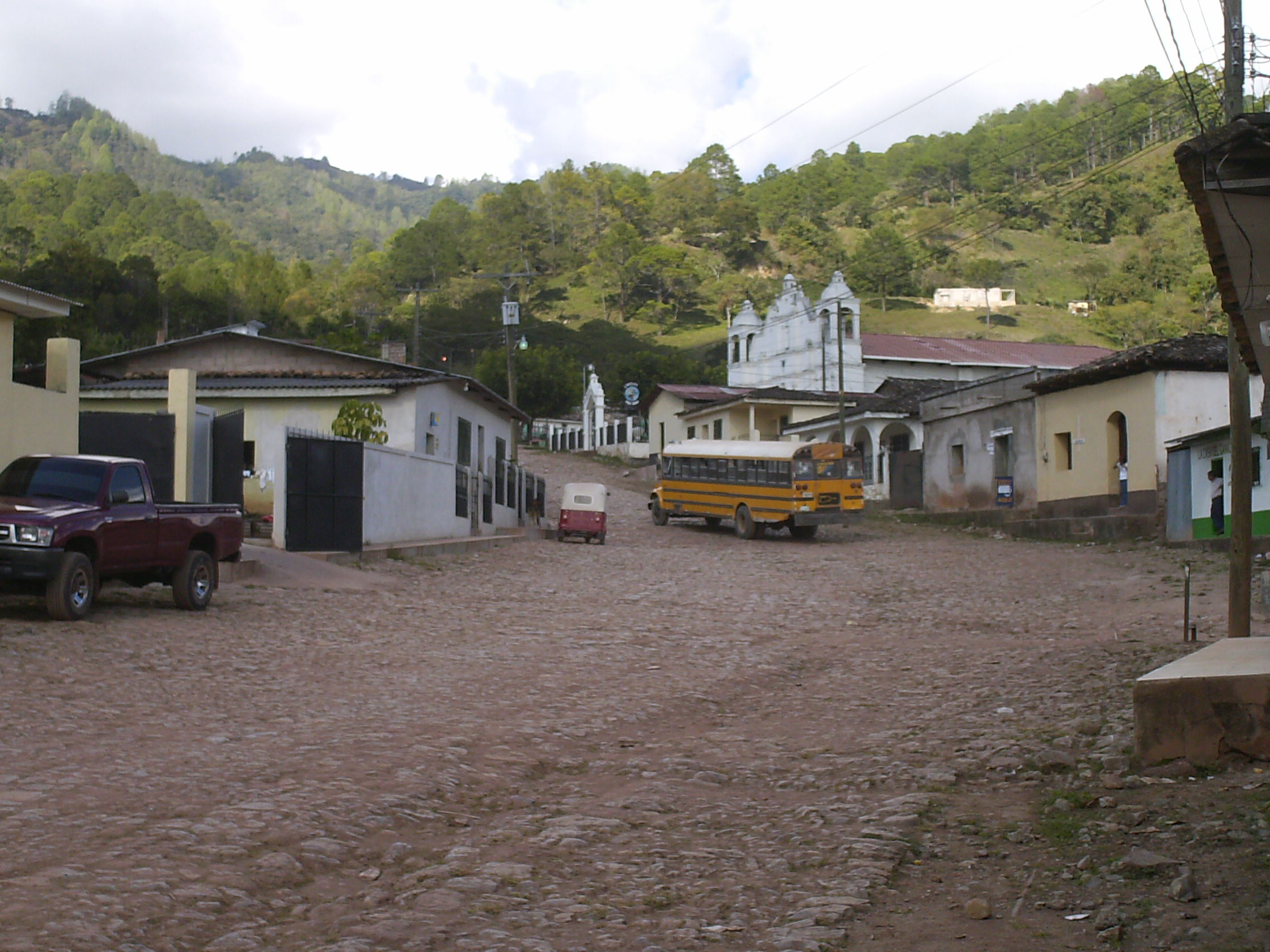
Straat in La Unión
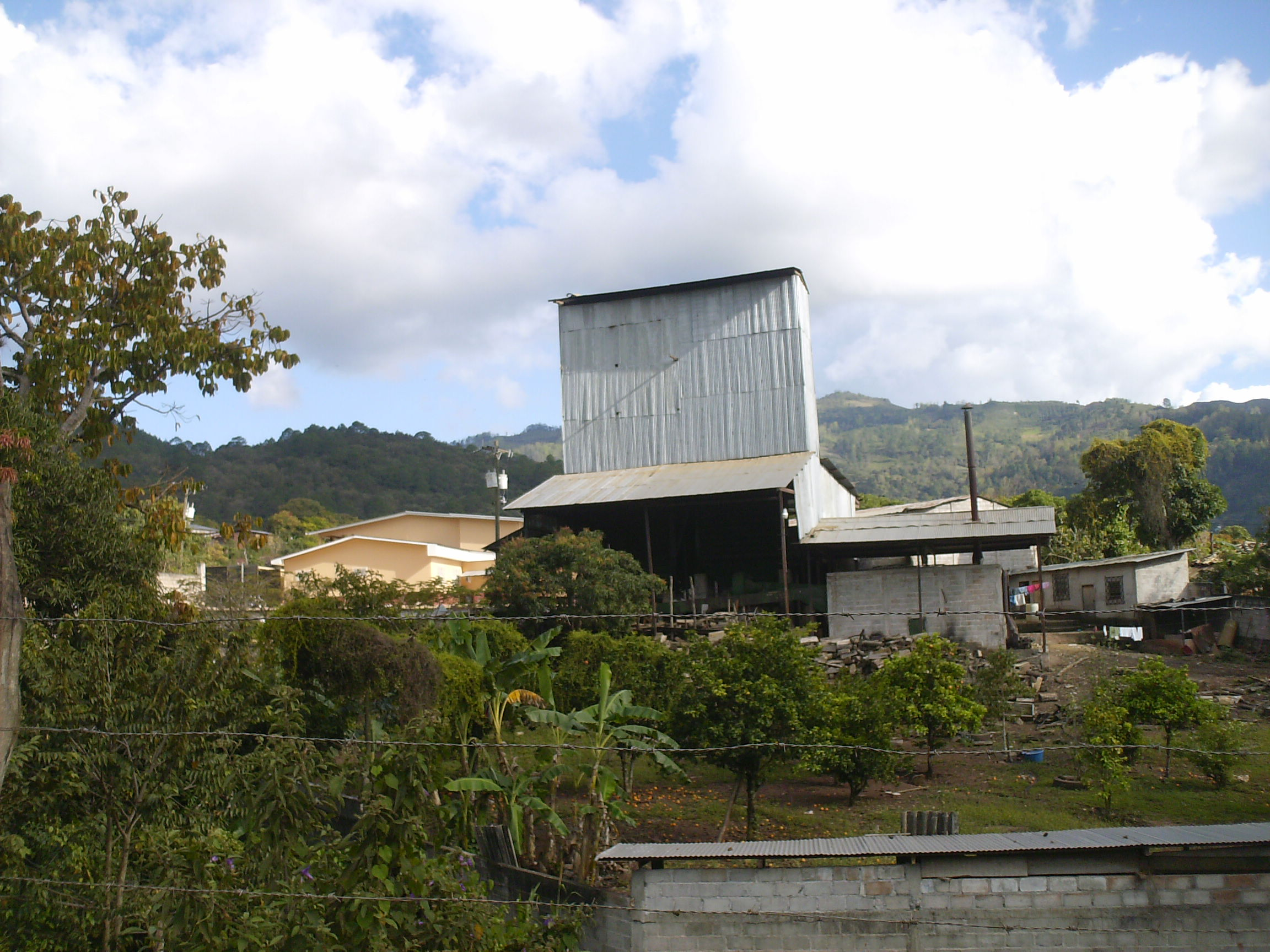
Koffieverwerkingsbedrijf